# Groupe A de la Copa América 2024
Navigation
- A
- B
- C
- D

- Quarts
- Demies
- Finale

Le groupe A de la Copa América 2024, qui se dispute aus États-Unis du 20 juin au 29 juin 2024, comprend quatre équipes dont les deux premières se qualifient pour les quarts de finale de la compétition.
Le tirage au sort a lieu le 7 décembre 2023 au Knight Center Complex de Miami.

## Classement
| Rang | Équipe    | Pts | J | G | N | P | Bp | Bc | Diff |
| ---- | --------- | --- | - | - | - | - | -- | -- | ---- |
| 1    | Argentine | 6   | 2 | 2 | 0 | 0 | 3  | 0  | +3   |
| 2    | Canada    | 3   | 2 | 1 | 0 | 1 | 1  | 2  | -1   |
| 3    | Chili     | 1   | 2 | 0 | 1 | 1 | 0  | 1  | -1   |
| 4    | Pérou     | 1   | 2 | 0 | 1 | 1 | 0  | 1  | -1   |

### Argentine - Canada
| Match 1 (Match d'ouverture) | Argentine                    | 2 - 0   | Canada                     | Mercedes-Benz Stadium, Atlanta                    |                                                   |
| 20 juin 2024 20h00 (UTC-4)  | Álvarez 49e · Martínez 88e   | (0 - 0) |                            | Spectateurs : 70 564 Arbitrage : Jesús Valenzuela | Spectateurs : 70 564 Arbitrage : Jesús Valenzuela |
| 20 juin 2024 20h00 (UTC-4)  | De Paul 61e · Lo Celso 90+1e | Rapport | Koné 81e · Cornelius 90+4e | Spectateurs : 70 564 Arbitrage : Jesús Valenzuela | Spectateurs : 70 564 Arbitrage : Jesús Valenzuela |

### Pérou - Chili
| Match 2                    | Pérou        | 0 - 0   | Chili                                 | AT&T Stadium, Arlington                         |                                                 |
| 21 juin 2024 19h00 (UTC-5) |              | (0 - 0) |                                       | Spectateurs : 43 030 Arbitrage : Wilton Sampaio | Spectateurs : 43 030 Arbitrage : Wilton Sampaio |
| 21 juin 2024 19h00 (UTC-5) | Zambrano 18e | Rapport | Pulgar 22e · Dávila 47e · Sánchez 79e | Spectateurs : 43 030 Arbitrage : Wilton Sampaio | Spectateurs : 43 030 Arbitrage : Wilton Sampaio |

### Chili - Argentine
| Match 9                    | Chili                | 0 - 1   | Argentine    | MetLife Stadium, East Rutherford                |                                                 |
| 25 juin 2024 21h00 (UTC−4) |                      | (0 - 0) | Martínez 88e | Spectateurs : 81 106 Arbitrage : Andrés Matonte | Spectateurs : 81 106 Arbitrage : Andrés Matonte |
| 25 juin 2024 21h00 (UTC−4) | Suazo 55e · Isla 82e | Rapport |              | Spectateurs : 81 106 Arbitrage : Andrés Matonte | Spectateurs : 81 106 Arbitrage : Andrés Matonte |

### Pérou - Canada
| Match 10                   | Pérou      | 0 - 1   | Canada     | Children's Mercy Park, Kansas City             |                                                |
| 25 juin 2024 17h00 (UTC−5) |            | (0 - 0) | David 74e  | Spectateurs : 15 625 Arbitrage : Mario Escobar | Spectateurs : 15 625 Arbitrage : Mario Escobar |
| 25 juin 2024 17h00 (UTC−5) | Araujo 59e | Rapport | Laryea 20e | Spectateurs : 15 625 Arbitrage : Mario Escobar | Spectateurs : 15 625 Arbitrage : Mario Escobar |

### Argentine - Pérou
| Match 17                   | Argentine  | - | Pérou | Hard Rock Stadium, Miami Gardens |             |
| 29 juin 2024 20h00 (UTC−4) |            |   |       | Arbitrage :                      | Arbitrage : |
| 29 juin 2024 20h00 (UTC−4) | [ Rapport] |   |       | Arbitrage :                      | Arbitrage : |

### Canada - Chili
| Match 18                   | Canada     | - | Chili | Exploria Stadium, Orlando |             |
| 29 juin 2024 20h00 (UTC−4) |            |   |       | Arbitrage :               | Arbitrage : |
| 29 juin 2024 20h00 (UTC−4) | [ Rapport] |   |       | Arbitrage :               | Arbitrage : |

## Homme du match
| Match | Résultats | Résultats | Résultats | Homme du match |
| ----- | --------- | --------- | --------- | -------------- |
| 1     | Argentine | 2 - 0     | Canada    | Julián Álvarez |
| 2     | Pérou     | 0 - 0     | Chili     | Alexis Sánchez |
| 9     | Chili     | 0 - 1     | Argentine | Claudio Bravo  |
| 10    | Pérou     | 0 - 1     | Canada    | Jonathan David |
| 17    | Argentine | -         | Pérou     |                |
| 18    | Canada    | -         | Chili     |                |

## Statistiques

### Classement des buteurs
2 buts  
- Lautaro Martínez

1 but  
- Julián Álvarez
- Jonathan David

## Discipline
| Équipes   | Match 1 | Match 1                                    | Match 1      | Match 1                     | Match 2 | Match 2                                    | Match 2      | Match 2                     | Match 3 | Match 3                                    | Match 3      | Match 3                     | Points |
| Équipes   | Averti  | Carton jaune · Carton jaune · Carton rouge | Carton rouge | Carton jaune · Carton rouge | Averti  | Carton jaune · Carton jaune · Carton rouge | Carton rouge | Carton jaune · Carton rouge | Averti  | Carton jaune · Carton jaune · Carton rouge | Carton rouge | Carton jaune · Carton rouge | Points |
| --------- | ------- | ------------------------------------------ | ------------ | --------------------------- | ------- | ------------------------------------------ | ------------ | --------------------------- | ------- | ------------------------------------------ | ------------ | --------------------------- | ------ |
| Argentine | 1       |                                            |              |                             |         |                                            |              |                             |         |                                            |              |                             | -1     |
| Canada    | 2       |                                            |              |                             | 1       |                                            |              |                             |         |                                            |              |                             | -3     |
| Pérou     | 1       |                                            |              |                             |         |                                            | 1            |                             |         |                                            |              |                             | -4     |
| Chili     | 3       |                                            |              |                             | 2       |                                            |              |                             |         |                                            |              |                             | -5     |